# Handball-Bundesliga (Frauen) 2008/09
Die Handball-Bundesliga (Frauen) 2008/09 war die 24. Spielzeit der Handball-Bundesliga der Frauen. Der erste Spieltag der Saison begann am 5. September 2008. 

## Saisonverlauf
12 Mannschaften spielten in der Hauptrunde um den Einzug in die Play-offs, zur deutschen Meisterschaft. Die besten vier Mannschaften spielten dann im Play-off um die deutsche Meisterschaft 2009. Titelverteidiger war der 1. FC Nürnberg. Außerdem traten sechs Teams in europäischen Wettbewerben an. Meister wurde zum 5. Mal der HC Leipzig.

## Vereine und Spielstätten
Die Tabelle zeigt die Vereine mit dazugehöriger Heimspielstätte und deren Zuschauerkapazität.
In der Karte kann man die Lage der Vereine in Deutschland sehen.
| Verein             | Spielstätte             | Kapazität |
| ------------------ | ----------------------- | --------- |
| 1. FC Nürnberg     | Halle am Berliner Platz | 2.166     |
| Bayer Leverkusen   | Smidt-Arena             | 3.500     |
| Buxtehuder SV      | Schulzentrum Nord       | 1.500     |
| DJK/MJC Trier      | Arena Trier             | 4.500     |
| Frankfurter HC     | Brandenburg-Halle       | 2.500     |
| HC Leipzig         | Arena Leipzig           | 7.600     |
| HSG Blomberg-Lippe | Schulzentrum Blomberg   | 700       |
| Rhein-Main Bienen  | Main-Spessart-Halle     | 650       |
| SVG Celle          | HBG-Halle               | 1.000     |
| Thüringer HC       | Salza-Halle             | 1.200     |
| VfL Oldenburg      | EWE ARENA               | 2.300     |
| VfL Sindelfingen   | Sommerhofenhalle        | 900       |
| Gesamt             | Gesamt                  | 28.516    |

- fette Werte sind geschätzte Kapazitäten

## Saison

### Abschlusstabelle
|     | Verein                    | Sp | G  | U | V  | Tore        | Diff. | Punkte  |
| 1.  | Bayer 04 Leverkusen (CWC) | 22 | 16 | 1 | 5  | 0618 : 0570 | +048  | 33 : 11 |
| 2.  | HC Leipzig (P) (CL)       | 22 | 13 | 2 | 7  | 0641 : 0584 | +057  | 28 : 16 |
| 3.  | Buxtehuder SV             | 22 | 12 | 2 | 8  | 0590 : 0559 | +031  | 26 : 18 |
| 4.  | FHC Frankfurt/Oder (EC)   | 22 | 12 | 1 | 9  | 0661 : 0665 | −04   | 25 : 19 |
| 5.  | VfL Oldenburg (EC)        | 22 | 11 | 2 | 9  | 0601 : 0584 | +017  | 24 : 20 |
| 6.  | 1. FC Nürnberg (M) (CL)*  | 22 | 12 | 2 | 8  | 0581 : 0559 | +022  | 22 : 18 |
| 7.  | HSG Blomberg-Lippe        | 22 | 9  | 1 | 12 | 0608 : 0606 | +02   | 19 : 25 |
| 8.  | Frisch Auf Göppingen (A)  | 22 | 9  | 1 | 12 | 0599 : 0604 | −05   | 19 : 25 |
| 9.  | Rhein-Main Bienen         | 22 | 8  | 3 | 11 | 0629 : 0670 | −041  | 19 : 25 |
| 10. | DJK/MJC Trier             | 22 | 6  | 6 | 10 | 0577 : 0602 | −025  | 18 : 26 |
| 11. | Thüringer HC ** ***       | 22 | 7  | 2 | 13 | 0572 : 0598 | −026  | 16 : 28 |
| 12. | Borussia Dortmund (A) *** | 22 | 4  | 3 | 15 | 0543 : 0619 | −076  | 11 : 33 |

* = Dem 1. FC Nürnberg wurden wegen Fristversäumnissen vier Punkte abgezogen.

** = Der Thüringer HC verlor das Spiel vom 3. Oktober gegen den 1. FC Nürnberg nachträglich aufgrund des Einsatzes einer nicht spielberechtigten Spielerin. 

*** = Borussia Dortmund und Thüringer HC steigen nicht ab, da die Rhein-Main Bienen und 1. FC Nürnberg keine Lizenz erhalten

#### Legende
|       | Teilnehmer Meister-Play-off               |
|       | Abstieg in die 2. Handball-Bundesliga     |
| (CL)  | Champions-League-Teilnehmer               |
| (EC)  | EHF-Pokal-Teilnehmer                      |
| (CWC) | Europapokal-der-Pokalsieger-Teilnehmer    |
| (M)   | Deutscher Meister                         |
| (P)   | amtierender DHB-Pokal Sieger              |
| (A)   | Aufsteiger aus der 2. Handball-Bundesliga |

### Kreuztabelle
Die Kreuztabelle stellt die Ergebnisse aller Spiele dieser Saison dar. Die Heimmannschaft ist in der linken Spalte, die Gastmannschaft in der oberen Zeile aufgelistet.
| 2008/09                 | 1. FC Nürnberg | HC Leipzig | Bayer 04 Leverkusen (Handball) | Frankfurter HC | DJK/MJC Trier | Thüringer HC | Buxtehuder SV | VfL Oldenburg | HSG Blomberg-Lippe |         |         | Borussia Dortmund |
| ----------------------- | -------------- | ---------- | ------------------------------ | -------------- | ------------- | ------------ | ------------- | ------------- | ------------------ | ------- | ------- | ----------------- |
| 1. FC Nürnberg          |                | 23 : 29    | 25 : 26                        | 26 : 27        | 27 : 27       | 29 : 28      | 25 : 24       | 32 : 27       | 33 : 32            | 33 : 35 | 34 : 23 | 33 : 26           |
| HC Leipzig              | 34 : 23        |            | 26 : 28                        | 35 : 30        | 31 : 24       | 39 : 24      | 21 : 21       | 35 : 30       | 31 : 24            | 29 : 27 | 29 : 23 | 18 : 23           |
| TSV Bayer 04 Leverkusen | 25 : 22        | 28 : 36    |                                | 30 : 24        | 32 : 31       | 33 : 31      | 34 : 24       | 24 : 21       | 35 : 29            | 30 : 24 | 31 : 32 | 31 : 24           |
| Frankfurter HC          | 28 : 26        | 29 : 28    | 33 : 29                        |                | 34 : 34       | 26 : 30      | 39 : 36       | 33 : 32       | 30 : 24            | 38 : 30 | 27 : 31 | 31 : 36           |
| DJK/MJC Trier           | 21 : 29        | 27 : 26    | 24 : 24                        | 26 : 29        |               | 26 : 26      | 21 : 26       | 24 : 26       | 30 : 34            | 34 : 23 | 22 : 18 | 25 : 20           |
| Thüringer HC            | 32 : 31*       | 31 : 33    | 23 : 26                        | 36 : 38        | 29 : 26       |              | 25 : 26       | 24 : 26       | 25 : 24            | 29 : 25 | 25 : 24 | 29 : 28           |
| Buxtehuder SV           | 25 : 29        | 30 : 20    | 21 : 23                        | 24 : 21        | 33 : 24       | 29 : 28      |               | 22 : 24       | 29 : 25            | 32 : 28 | 26 : 24 | 27 : 19           |
| VfL Oldenburg           | 24 : 27        | 24 : 24    | 32 : 27                        | 27 : 31        | 27 : 27       | 29 : 30      | 22 : 17       |               | 29 : 23            | 28 : 27 | 24 : 33 | 30 : 20           |
| HSG Blomberg-Lippe      | 19 : 19        | 29 : 26    | 24 : 23                        | 29 : 30        | 28 : 22       | 30 : 26      | 28 : 24       | 28 : 34       |                    | 38 : 27 | 27 : 25 | 34 : 23           |
| Rhein-Main Bienen       | 25 : 33        | 32 : 28    | 22 : 27                        | 41 : 36        | 28 : 28       | 25 : 24      | 30 : 30       | 28 : 26       | 30 : 29            |         | 34 : 32 | 31 : 21           |
| Frisch Auf Göppingen    | 29 : 25        | 26 : 28    | 23 : 24                        | 26 : 21        | 29 : 30       | 30 : 23      | 27 : 37       | 24 : 32       | 29 : 25            | 36 : 28 |         | 30 : 27           |
| Borussia Dortmund       | 25 : 28        | 28 : 35    | 19 : 28                        | 29 : 26        | 23 : 24       | 26 : 26      | 22 : 27       | 24 : 27       | 26 : 25            | 29 : 29 | 25 : 25 |                   |

- Aufgrund des Einsatzes einer nicht spielberechtigten Spielerin durch den Thüringer HC wurde die Partie nachträglich mit 0:0 Toren und 0:2 Punkten für den 1. FC Nürnberg gewertet.

## Meister-Play-offs
In den Play-off-Spielen zählte bei Punktgleichheit die bessere Tordifferenz. War auch diese gleich, entschied die höhere Zahl der auswärts erzielten Tore (Auswärtstorregel). Sollte auch dann noch kein Sieger feststehen, war direkt im Anschluss an das jeweilige Play-off-Rückspiel der Sieger ohne vorherige Verlängerung durch ein Siebenmeterwerfen zu ermitteln.

### Halbfinale
Im Halbfinale traf der Tabellenerste auf den Tabellenvierten und der Tabellenzweite auf den Tabellendritten.

Die ersten 2. Plätze hatten das Recht, das Rückspiel zu Hause auszutragen.

Die Hinspiele fanden am 30. April und 1. Mai 2009 statt, die Rückspiele am 3./10. Mai 2009.
| Mannschaft 1       | Mannschaft 2     | Hinspiel             | Rückspiel            | Gesamt  |
| ------------------ | ---------------- | -------------------- | -------------------- | ------- |
| Buxtehuder SV      | HC Leipzig       | 30.04. Do. 19:30 Uhr | 03.05. So. 15:00 Uhr | 54 : 58 |
| Buxtehuder SV      | HC Leipzig       | 29 : 30 (12 : 19)    | 25 : 28 (10 : 14)    | 54 : 58 |
| FHC Frankfurt/Oder | Bayer Leverkusen | 01.05. Fr. 19:30 Uhr | 10.05. So. 16:00 Uhr | 42 : 52 |
| FHC Frankfurt/Oder | Bayer Leverkusen | 26 : 21 (13 : 13)    | 16 : 31 (06 : 14)    | 42 : 52 |

### Kleines Finale
Für das kleine Finale lag das Heimrecht zunächst bei dem in der Hauptrunde schlechter platzierten Verein.

Das kleine Finale hätte auf Antrag beider Vereine vom Vorstand der HBVF abgesetzt werden können.

Das Hinspiel fand am 16. Mai 2009 statt, das Rückspiel am 24. Mai 2009.
| Mannschaft 1       | Mannschaft 2  | Hinspiel             | Rückspiel            | Gesamt  |
| ------------------ | ------------- | -------------------- | -------------------- | ------- |
| FHC Frankfurt/Oder | Buxtehuder SV | 16.05. Sa. 19:00 Uhr | 24.05. So. 15:00 Uhr | 64 : 66 |
| FHC Frankfurt/Oder | Buxtehuder SV | 28 : 29 (13 : 15)    | 36 : 37 (20 : 14)    | 64 : 66 |

### Finale
Das Hinspiel fand am 24. Mai 2009 statt, das Rückspiel fand am 1. Juni 2009.
| Mannschaft 1 | Mannschaft 2     | Hinspiel             | Rückspiel            | Gesamt  |
| ------------ | ---------------- | -------------------- | -------------------- | ------- |
| HC Leipzig   | Bayer Leverkusen | 24.05. So. 15:00 Uhr | 01.06. Mo. 15:00 Uhr | 42 : 39 |
| HC Leipzig   | Bayer Leverkusen | 23 : 20 (08 : 11)    | 19 : 19 (10 : 09)    | 42 : 39 |

#### HC Leipzig – Bayer Leverkusen23: 20 (8: 11)
24. Mai 2009 in Leipzig, Arena Leipzig, 2896 Zuschauer
HC Leipzig: Schülke, Milde – Ommundsen (6/2), Müller (5), Holmgren  1 ×  (4), Urne  (2), Eriksson (2), Stange  (1), Kudłacz (1), Augsburg (1), Daniels 1 ×  (1), Ulbricht, Stokholm-Olsen, Wirén
Bayer Leverkusen: Knipprath, Woltering – Loerper 1 ×  (5/3), Filgert  (5), Steinbach  (4), Glankovicová (3), Ahlgrimm (2), Weigelt (1), Byl, Müller , Meier, Bönighausen, Schückler, Kocevska
Referees: Ralf Damian und Frank Wenz

#### Bayer Leverkusen – HC Leipzig19: 19 (10: 9)
1. Juni 2009 in Leverkusen, Smidt-Arena Leverkusen, 3047 Zuschauer
Bayer Leverkusen: Knipprath, Woltering – Steinbach  (8/6), Loerper  (4/1), Ahlgrimm  1 ×  (2), Müller (2), Bönighausen (2), Weigelt (1), Filgert, Byl, Meier, Schückler, Kocevska
HC Leipzig: Schülke, Milde – Augsburg  1 ×  (6), Müller 1 ×  (4), Kudłacz  (3), Ommundsen (2/1), Stange (1), Urne (1), Eriksson  (1), Holmgren 2 ×  (1), Ulbricht, Stokholm-Olsen, Daniels, Wirén
Referees: Holger Fleisch und Jürgen Rieber
Der HC Leipzig wurde zum fünften Mal deutscher Meister bei den Frauen. Durch den Gesamterfolg sicherte sich der HC Leipzig das Startrecht für die EHF Champions League.

## Platzierungsrunde

### Gruppe A
| Pl. | Mannschaft           | Pkt | S | U | N | T  | GT | Diff |
| --- | -------------------- | --- | - | - | - | -- | -- | ---- |
| 1.  | Frisch Auf Göppingen | 2   | 1 | 0 | 1 | 57 | 54 | +03  |
| 2.  | VfL Oldenburg        | 2   | 1 | 0 | 1 | 60 | 58 | +02  |
| 3.  | Rhein-Main Bienen    | 2   | 1 | 0 | 1 | 61 | 66 | −05  |

| 03.05.09 So. 16:00 Uhr | Rhein-Main Bienen    | 34 : 33 (19 : 15) | VfL Oldenburg        |
| 09.05.09 Sa. 19:30 Uhr | Frisch Auf Göppingen | 33 : 27 (17 : 12) | Rhein-Main Bienen    |
| 15.05.09 Fr. 19:00 Uhr | VfL Oldenburg        | 27 : 24 (16 : 9)  | Frisch Auf Göppingen |

### Gruppe B
| Pl. | Mannschaft         | Pkt | S | U | N | T  | GT | Diff |
| --- | ------------------ | --- | - | - | - | -- | -- | ---- |
| 1.  | 1. FC Nürnberg     | 3   | 1 | 1 | 0 | 69 | 67 | +02  |
| 2.  | DJK/MJC Trier      | 2   | 1 | 0 | 1 | 67 | 66 | +01  |
| 3.  | HSG Blomberg-Lippe | 1   | 0 | 1 | 1 | 65 | 68 | −03  |

| 03.05.09 So. 16:00 Uhr | DJK/MJC Trier      | 33 : 35 (15 : 16) | 1. FC Nürnberg     |
| 09.05.09 Sa. 19:30 Uhr | HSG Blomberg-Lippe | 31 : 34 (13 : 15) | DJK/MJC Trier      |
| 16.05.09 Sa. 19:00 Uhr | 1. FC Nürnberg     | 34 : 34 (15 : 13) | HSG Blomberg-Lippe |

## Statistik

### Torschützenliste
| Platz | Nation      | Spieler                       | Verein             | Sp. | Tore | 7 m | Ø   |
| ----- | ----------- | ----------------------------- | ------------------ | --- | ---- | --- | --- |
| 1.    | Deutschland | Franziska Mietzner (RL,RM,RR) | FHC Frankfurt/Oder | 25  | 225  | 76  | 9,0 |
| 2.    | Deutschland | Sabrina Neukamp (RA)          | Blomberg-Lippe     | 24  | 161  | 55  | 6,7 |
| 3.    | Deutschland | Ania Rösler (RM)              | 1. FC Nürnberg     | 24  | 156  | 65  | 6,5 |
| 4.    | Russland    | Oksana Pal (RL)               | DJK/MJC Trier      | 24  | 155  | 45  | 6,5 |
| 5.    | Deutschland | Anne Jochin (RM)              | FHC Frankfurt/Oder | 26  | 148  | 12  | 5,7 |
| 6.    | Deutschland | Laura Steinbach (RL)          | Bayer Leverkusen   | 26  | 146  | 25  | 5,6 |
| 7.    | Deutschland | Susann Müller (RR)            | HC Leipzig         | 25  | 146  | 29  | 5,8 |
| 8.    | Norwegen    | Mette Ommundsen (RA)          | HC Leipzig         | 26  | 140  | 77  | 5,4 |
| 9.    | Ungarn      | Annamária Ilyés (RL)          | Blomberg-Lippe     | 24  | 136  | 21  | 5,7 |
| 10.   | Deutschland | Anna Loerper (RM,RR)          | Bayer Leverkusen   | 25  | 136  | 57  | 5,4 |

### Strafen-Liste
| Platz | Nation      | Spieler                      | Verein               | Punkte |    |    |    |   |   |   |
| ----- | ----------- | ---------------------------- | -------------------- | ------ | -- | -- | -- | - | - | - |
| 1.    | Slowakei    | Martina Halásová (KM)        | Rhein-Main Bienen    | 104    | 15 | 16 | 10 | 3 | 3 | 0 |
| 2.    | Italien     | Stefanie Egger (KM)          | DJK/MJC Trier        | 102    | 18 | 21 | 8  | 2 | 2 | 0 |
| 3.    | Deutschland | Kerstin Wohlbold (RM)        | 1. FC Nürnberg       | 95     | 16 | 17 | 9  | 2 | 2 | 0 |
| 4.    | Deutschland | Ania Rösler (RM)             | 1. FC Nürnberg       | 84     | 15 | 16 | 6  | 1 | 1 | 1 |
| 5.    | Deutschland | Lyn Byl (KM)                 | HC Frankfurt/Oder    | 78     | 11 | 14 | 7  | 2 | 2 | 0 |
| 6.    | Niederlande | Diane Lamein (RM)            | Buxtehuder SV        | 77     | 11 | 15 | 6  | 2 | 2 | 0 |
| 7.    | Deutschland | Katrin Schröder (KM)         | Frisch Auf Göppingen | 75     | 18 | 12 | 5  | 2 | 2 | 0 |
| 8.    | Deutschland | Christine Beier (RL,RM,RR)   | Bayer Leverkusen     | 66     | 18 | 15 | 6  | 0 | 0 | 0 |
| 9.    | Tschechien  | Alena Vojtíšková (RR)        | Frisch Auf Göppingen | 66     | 15 | 15 | 4  | 1 | 1 | 0 |
| 10.   | Litauen     | Birute Stellbrink (RL,RM,RR) | Rhein-Main Bienen    | 64     | 10 | 15 | 5  | 1 | 1 | 0 |

 = 1 Punkt
 = 2 Punkte
 = 3 Punkte
 = 4 Punkte
 = 5 Punkte
 = 10 Punkte

## Die Meistermannschaft
| 1. | HC Leipzig |
|    | - Mannschaft: Katja Schülke, Henrike Milde, Juliane Nagel, Ulrike Stange, Mette Ommundsen, Sara Holmgren, Anne Ulbricht, Maike Brückmann, Natalie Augsburg, Maike Daniels, Liza Stokholm-Olsen, Frances Günthel, Sara Eriksson, Karolina Kudłacz, Lisa Wirén, Eileen Uhlig, Maria Kiedrowski, Janine Urbannek, Susann Müller, Renate Urne - Trainer: Heine Jensen |